# (4545) Primolevi
(4545) Primolevi est un astéroïde de la ceinture principale.

## Description
(4545) Primolevi est un astéroïde de la ceinture principale. Il fut découvert le 28 septembre 1989 à La Silla par Henri Debehogne. Il présente une orbite caractérisée par un demi-grand axe de 3,14 UA, une excentricité de 0,14 et une inclinaison de 1,8° par rapport à l'écliptique.

## Compléments